# ليما بيريرا
ليما بيريرا هو لاعب كرة قدم برتغالي في مركز الدفاع، ولد في 3 يونيو 1994 في بوفوا دي فارزيم في البرتغال. لعب مع نادي إيسترن سبورتس.

## وصلات خارجية
- ليما بيريرا على موقع Soccerway.com (الإنجليزية)